# Conceveiba santanderensis
Conceveiba santanderensis är en törelväxtart som beskrevs av J.Murillo. Conceveiba santanderensis ingår i släktet Conceveiba och familjen törelväxter. Inga underarter finns listade i Catalogue of Life.